# Flaga Gujany
Flaga Gujany – symbol Gujany zatwierdzony 26 maja 1966 roku.

## Symbolika
Autorem pierwowzoru flagi (tzw. „Złotej Strzały”) był Whitney Smith, twórca terminu „weksylologia”. Flaga składa się z dwóch trójkątów: czerwonego z czarną obwódką i żółtego, z białą obwódką. 
Zielone tło flagi symbolizuje rozległe lasy porastające Gujanę oraz rolnictwo tego kraju oparte na plantacjach. Kolor żółty oznacza złoto i boksyty oraz inne bogactwa naturalne. Kolor czerwony może być interpretowany jako entuzjazm, aktywność, energia i poświęcenie obywateli w procesie budowania szczęśliwego społeczeństwa. Kolor czarny to wytrwałość w dążeniu do tego celu, a kolor biały symbolizuje wody licznych jezior, rzek i istniejących na nich wodospadów, a być może (według niektórych źródeł) również Atlantyk. Część znawców podkreśla, że żółty grot może być symbolem postępu i przyszłości.

## Flagi historyczne

Flaga Gujany Brytyjskiej z lat 1875–1906
Flaga Gujany Brytyjskiej z lat 1906–1955
Flaga Gujany Brytyjskiej z lat 1955–1966
Sztandar prezydencki z lat 1970–1980

## Flagi formacji wojskowych

Flaga gujańskich sił obronnych
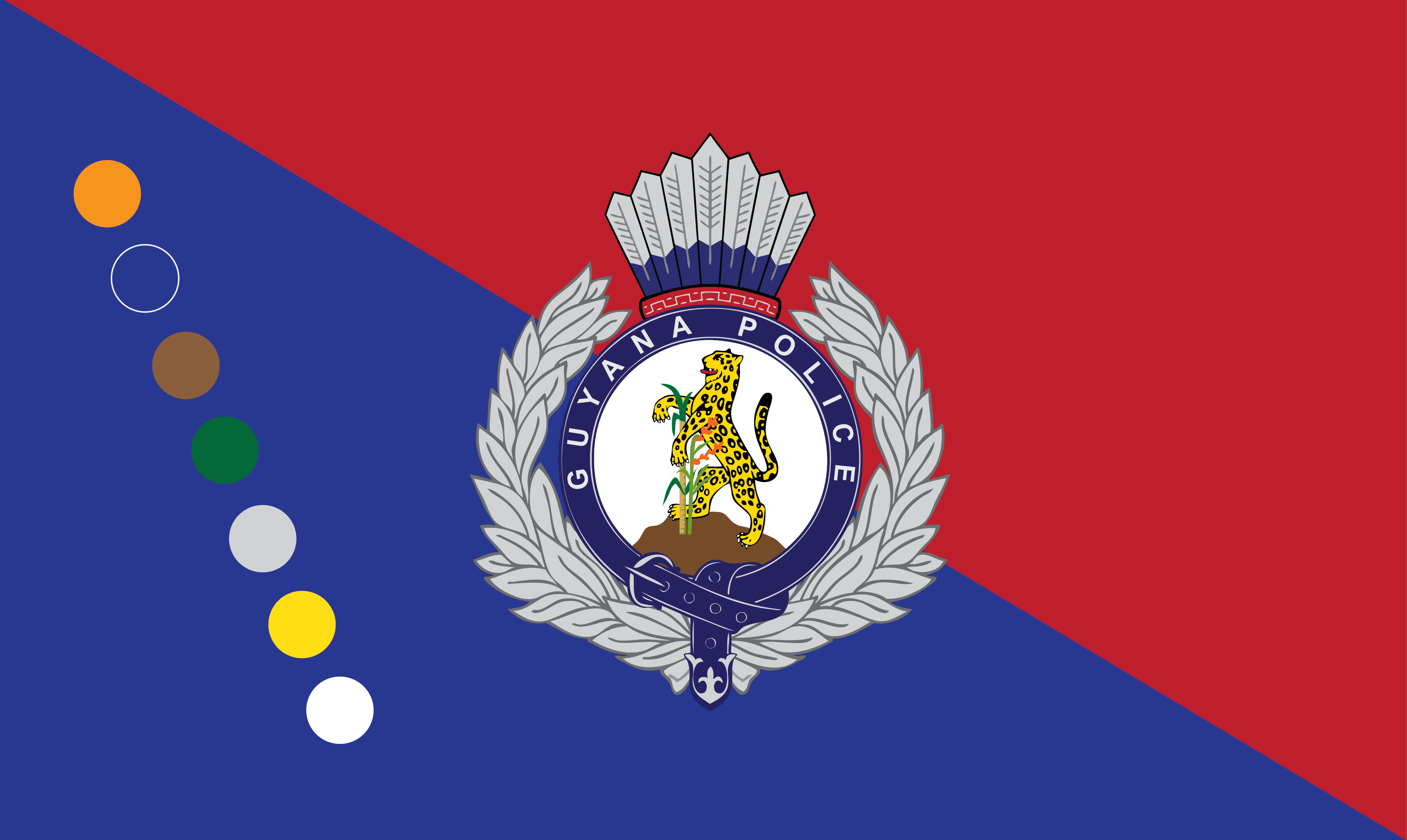
Flaga gujańskich sił policyjnych
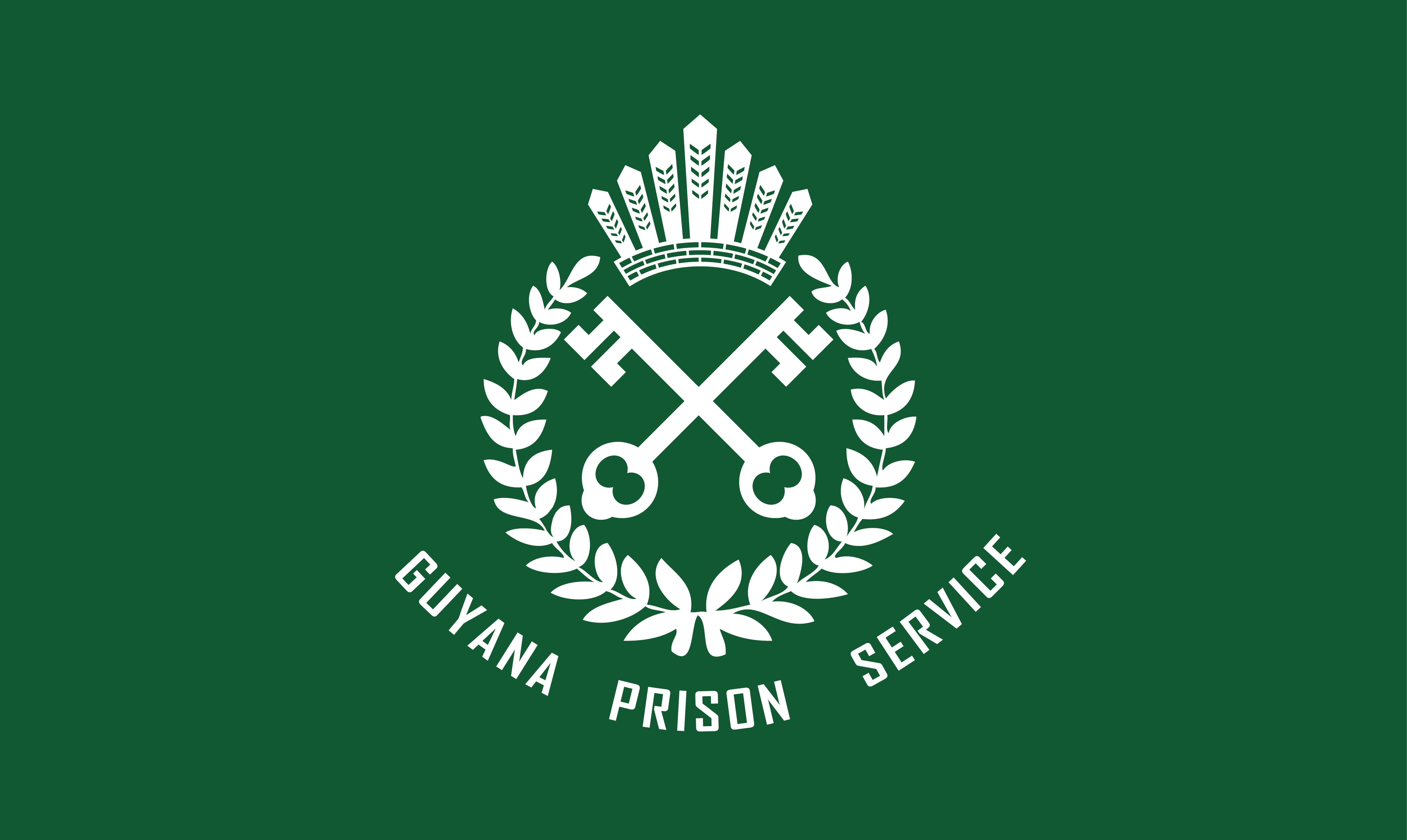
Flaga gujańskiej służby więziennej